# ミューザ川崎
ミューザ川崎（ミューザかわさき）は、神奈川県川崎市の「川崎西口地区第一種市街地再開発事業」として都市公団が施行した都市再生プロジェクトであり、以下の施設からなる。
- 音楽ホール 「ミューザ川崎シンフォニーホール」
- 高層オフィスビル 「ミューザ川崎セントラルタワー」
- ショップ＆レストラン

## 概要
川崎駅西口再開発事業の一環として、JR川崎駅西口前の川崎市幸区大宮町に建設され、2003年12月に竣工した。
駅に隣接する立地条件を生かすため、オフィスビル（セントラルタワー）と文化・商業施設（シンフォニーホール）として作られた。
「MUZA（ミューザ）」とは、音楽のMUSICと古来より人が集まる場所を表す「座」＝ZAの合成語である。
川崎駅西口からミューザ川崎まではペデストリアンデッキで繋がっており、これまで拠点となる施設がなかった川崎駅西口の新しい名物となっている。川崎駅西口前の幸区堀川町に隣接して建設されたラゾーナ川崎ともペデストリアンデッキで、川崎駅東口側の川崎日航ホテルや川崎ルフロンとは屋根付きの跨線橋でそれぞれ接続されている。
川崎市を中心に活動するアーティストや団体（179組）がミューザ川崎を中心とし音楽活動を行っている。

## 天井崩落による休館
ミューザ川崎シンフォニーホール（大ホール）は、2011年3月11日の東日本大震災によって天井が大規模に崩落し、その結果2013年4月1日まで休館した（公式サイトより）。

## 川崎駅西口の再開発地区
- かわさきテクノピア - 明治製糖・明治乳業川崎工場跡地
  - ソリッドスクエア
- ミューザ川崎
  - ミューザ川崎シンフォニーホール
  - ミューザ川崎セントラルタワー
- ラゾーナ川崎 - 東芝川崎事業所（旧堀川町工場）跡地
  - ラゾーナ川崎プラザ
  - ラゾーナ川崎東芝ビル
    - 東芝未来科学館